# Johnstown Jets
Die Johnstown Jets waren ein US-amerikanisches Eishockeyfranchise der International Hockey League aus Johnstown, Pennsylvania. Die Spielstätte der Jets war die Cambria County War Memorial Arena.

## Geschichte
Die Johnstown Jets wurden 1950 als Franchise der Eastern Amateur Hockey League gegründet. Deren Meistertitel gewann die Mannschaft 1952 und 1953 zwei Mal in Folge. Nach Auflösung der Liga wechselten die Jets in die professionelle International Hockey League, in der sie in ihrer ersten Saison auf Anhieb das Finale um den Turner Cup erreichten, in dem sie den Cincinnati Mohawks in der Best-of-Seven-Serie mit 2:4 unterlagen. Trotz guter Platzierungen schloss sich das Franchise 1955 der unter dem Namen Eastern Hockey League neugegründeten Liga an, in der sie vor ihrer IHL-Zeit bereits gespielt hatten. In der EHL konnten sie 1960, 1961 und 1962 gleich drei Mal in Folge Meister werden. Nach Auflösung der EHL erhielten das Team aus Pennsylvania einen Startplatz in deren Nachfolgeliga North American Hockey League, deren Meistertitel die Jets in der Saison 1974/75 ebenfalls gewannen, nachdem man im Finale die Broome Busters besiegen konnte. Als auch die NAHL 1977 den Spielbetrieb einstellte, wurde das Franchise aufgelöst.

## Saisonstatistik (IHL)
Abkürzungen: GP = Spiele, W = Siege, L = Niederlagen, T = Unentschieden, OTL = Niederlagen nach Overtime SOL = Niederlagen nach Shootout, Pts = Punkte, GF = Erzielte Tore, GA = Gegentore, PIM = Strafminuten
| Saison  | GP | W  | L  | T | OTL | SOL | Pts | GF  | GA  | Platz   | Playoffs |
| 1953/54 | 65 | 35 | 27 | 3 | —   | —   | 73  | 254 | 221 | 3., IHL |          |
| 1954/55 | 60 | 25 | 34 | 1 | —   | —   | 51  | 188 | 215 | 5., IHL |          |

## Team-Rekorde (IHL)

### Karriererekorde
Spiele: 122  Joe Medynski
Tore: 69  Don Hall
Assists: 114  Don Hall
Punkte: 183  Don Hall
Strafminuten: 275  Alex Zubatiuk

## Ehemalige Spieler
Folgende Spieler, die für die Johnstown Jets aktiv waren, spielten im Laufe ihrer Karriere in der National Hockey League: 
| - Lloyd Ailsby - Wayne Bianchin - Bruce Boudreau - Ross Brooks - Andy Brown - Fred Burchell - Jack Carlson - Steve Carlson - Dwight Carruthers - Mike Chernoff - Gary Collins - Joe Daley | - Nick Damore - Bob Dawes - Norm Defelice - Guy Delparte - Marv Edwards - Rocky Farr - Harry Frost - Gary Gambucci - Bob Gryp - Dave Hanson - Galen Head - Paul Holmgren | - Eddie Johnston - Larry Johnston - Ed Kachur - Ken Kilrea - Ted Lanyon - Jean-Louis Levasseur - Dave Lucas - Ralph MacSweyn - Jim Mair - Brian Marchinko - Jack McIntyre | - Don McLean - Jim Mikol - Jim Murray - Joe Schaefer - Don Simmons - Bob Sneddon - Morris Stefaniw - Gilles Villemure - Bob Warner - Bob Whitlock - Joe Zanussi |

## Bekannte Spieler
- Claire Alexander
- Edgar Brenchley